# Analisi non standard
L'analisi non standard è una rifondazione dell'analisi matematica che recupera in parte l'impostazione (originale) di Leibniz e il concetto di infinitesimo. Fu introdotta nei primi anni '60 da Abraham Robinson, che nel 1966 pubblicò il fondamentale Non-standard Analysis. L'analisi non standard è stata oggetto di critiche da parte di vari autori, in particolare Errett Bishop, Paul Halmos e Alain Connes.

## Storia
Il calcolo infinitesimale creato da Leibniz nel XVII secolo si fondava in modo essenziale sul concetto di infinitesimo. Per Leibniz gli infinitesimi sono numeri minori, in valore assoluto, di ogni numero reale positivo, ma sono diversi da zero; un tipo di numeri per i quali Leibniz supponeva continuassero a valere le ordinarie regole dell'algebra.
Grazie al concetto di infinitesimo diventa facile introdurre i concetti di derivata e di integrale e dedurre le regole di derivazione e di integrazione: nasce il calcolo infinitesimale.
Il concetto di infinitesimo nascondeva però una contraddizione logica, messa in luce da George Berkeley: gli infinitesimi sono considerati a volte diversi, a volte uguali a zero.
Per risolvere questo problema, nel XIX secolo Augustin Cauchy e Karl Weierstrass rifondarono il calcolo infinitesimale, abolendo gli infinitesimi e introducendo il concetto di limite: in questo modo le contraddizioni insite nel concetto di infinitesimo furono superate, al prezzo di una complicazione di definizioni e di dimostrazioni. Aboliti gli infinitesimi, il calcolo infinitesimale si trasformava nella analisi matematica.
Nel XX secolo Abraham Robinson, un logico matematico tedesco emigrato negli USA, nel corso dei suoi studi di logica scoprì che gli insiemi numerici potevano essere estesi con numeri "non standard" che ne ereditavano le proprietà. Per l'insieme dei numeri reali questi erano gli infinitesimi di Leibniz, ma definiti  in modo rigoroso: diventava così possibile rifondare l'analisi sul concetto di infinitesimo, Robinson lo fece nel suo libro Non-standard Analysis (1966). E "analisi non standard" è il nome dato a questa nuova formulazione dell'analisi. Definizioni e dimostrazioni ritrovano la semplicità e la linearità del calcolo di Leibniz.
Nel 1973 Kurt Gödel, forse il più famoso matematico del XX secolo, disse: "Ci sono buoni motivi per credere che l'analisi non standard in una versione o in un'altra sarà l'analisi del futuro", ma la previsione è ancora lontana dall'essere realizzata. Dopo Robinson vi è stata una fioritura di studi e tentativi di riformulare l'analisi sul concetto di infinitesimo, come nel caso della Smooth Infinitesimal Analysis (SIA).

## Il metodo di Leibniz e le critiche di Berkeley
Per Leibniz la derivata è, per definizione, il rapporto tra l'infinitesimo {\displaystyle dy} e l'infinitesimo {\displaystyle dx}; in simboli:
{\displaystyle f'(x)={dy \over dx}={{f(x+dx)-f(x)} \over dx}.}
Un semplice esempio può ora chiarire la natura delle critiche di Berkeley; si consideri la funzione {\displaystyle y=x^{2}}. Applicando la definizione si ha:
{\displaystyle {dy \over dx}={{(x+dx)^{2}-x^{2}} \over dx}={{x^{2}+2xdx+dx^{2}-x^{2}} \over dx}={{2xdx+dx^{2}} \over dx},}
raccogliendo ora a fattore {\displaystyle dx} nel numeratore si ottiene:
{\displaystyle {dy \over dx}=2x+dx.}
Ma {\displaystyle dx} è infinitesimo e quindi trascurabile rispetto al numero reale {\displaystyle 2x}, dunque la derivata vale:
{\displaystyle {dy \over dx}=2x.}
Su questa eliminazione dell'infinitesimo {\displaystyle dx} si appuntarono le critiche del Berkeley: quando si divide per {\displaystyle dx} si presuppone che esso sia diverso da zero (consentendo quindi tale divisione), e quando si elimina il {\displaystyle dx} si presuppone che sia uguale a zero; ne conclude Berkeley che gli infinitesimi sono entità contraddittorie che le definisce ironicamente ghosts of departed quantities (fantasmi di quantità defunte).
Inoltre in matematica esiste una proprietà, la proprietà Archimedea, che deve valere per ogni numero reale: per ogni numero reale positivo {\displaystyle a} deve esistere un numero naturale {\displaystyle n} tale che
{\displaystyle {1 \over n}<a.}
Questa proprietà non può valere per gli infinitesimi, dato che Leibniz aveva definito gli infinitesimi come i più piccoli numeri immaginabili e quindi non potevano esistere numeri reali minori.
Per superare queste obiezioni c'erano due possibilità:
1. abolire gli infinitesimi e rifondare il calcolo su nuove basi, come fecero Cauchy e Weierstrass;
2. ridefinire in modo rigoroso i concetti di infinitesimo e di derivata, come fece Abraham Robinson.

## La derivata secondo Robinson
Robinson introduce gli infinitesimi come numeri {\displaystyle dx} tali che, per ogni {\displaystyle n} intero positivo è:
{\displaystyle 0<dx<{1 \over n}.}
La somma di un numero reale {\displaystyle x} e di un numero infinitesimo {\displaystyle dx} è allora detta numero iperreale {\displaystyle x+dx}, un po' come la somma di un numero reale e di un numero immaginario costituisce un numero complesso.
Viene inoltre definita la nuova funzione {\displaystyle \mathrm {st} (x)}, parte standard, che dato un numero iperreale restituisce la sua parte reale; per esempio:
{\displaystyle \mathrm {st} (2+3dx)=2.}
A questo punto la nuova definizione di derivata è semplicemente:
{\displaystyle f'(x)=\mathrm {st} \left({{f(x+dx)-f(x)} \over {dx}}\right).}
Nell'esempio della funzione {\displaystyle y=x^{2}} l'eliminazione finale dell'infinitesimo {\displaystyle dx} è ora pienamente giustificata.
{\displaystyle {dy \over dx}=\mathrm {st} (2x+dx)=2x.}
Per Robinson quindi gli infinitesimi sono definitivamente diversi da zero e la loro eliminazione è giustificata dall'uso della funzione {\displaystyle \mathrm {st} (x)}.
Anche la definizione di integrale e la dimostrazione del teorema fondamentale del calcolo integrale risultano molto semplificate usando questa impostazione.